# Scafatese Calcio 1922
La Società Sportiva Scafatese Calcio 1922 est un club de football de la ville de Scafati, dans la province de Salerne, en Campanie, fondé en 1922. 
L'équipe évolue en Serie B dans l'immédiate après-guerre (saisons 1946-1947 et 1947-1948).
Lors de la saison 2009-2010, le club évolue en Lega Pro Seconda Divisione  (4e division). En 2010, à la suite de difficultés financières, l'équipe est reléguée en Terza Categoria (9e division).

## Joueurs notables
- Bruno Pesaola